# Суворов, Александр Васильевич (поэт)
Алекса́ндр Васи́льевич Суво́ров (9 октября 1946, станция Бира, Еврейская автономная область) — русский поэт, драматург, переводчик. Член Союза писателей России, Заслуженный работник Республики Коми, один из авторов перевода гимна Республики Коми, автор нескольких поэтических книг и книги афоризмов. Его стихи переведены на коми, финский и венгерский языки.

## Биография
Александр Васильевич Суворов живёт в столице Республики Коми в Сыктывкаре с 1947 года. В 1968 году с отличием окончил Коми государственный педагогический институт. С 1968-го по 2000 год активно и плодотворно работал в журналистике: сначала в княжпогостской районной газете «Ленинское знамя», затем более 31-го года — в республиканской газете «Красное знамя». Два года работал редактором художественной литературы в Коми книжном издательстве, подготовил к изданию много заметных и ярких книг современных поэтов и писателей республики. Сейчас — на творческой работе.
А. В. Суворов — член Союза писателей России с 1996 года, известный в республике поэт, переводчик, драматург. Изданы четыре книги его стихов: «Чёрный ящик», «Память огня», «Вещий ветер» и «Из одного колодца», а также книга афоризмов «Вспышки». В них автор размышляет о современности и истории, о сложностях бытия и человеческих взаимоотношений, о судьбе северной природы и Вселенной. Стихи А. В. Суворова лиричны и самобытны, в них переплетены философская глубина и противоречивость сегодняшнего дня, они волнуют сердца читателей и заставляют их задуматься.
Произведения А. В. Суворова публиковались во всероссийских журналах «Север», «Наш современник», «Дальний Восток», «Мир Севера», «Медный всадник», «Техника — молодёжи», «Уральский следопыт» и других, в национальных журналах «Арт», «Войвыв кодзув» и «Карелия» (в переводах), в альманахах и коллективных сборниках, а также в республиканской периодической печати. Его стихи переведены на коми, венгерский и финский языки. Поэт и сам активно переводит стихи коми поэтов. Он перевёл на русский язык многие стихи известных коми авторов: Владимира Тимина, Александры Мишариной, Анания Размыслова, Николая Щукина.
Получило известность его творчество в драматургии: в республиканском конкурсе драматургов в 2000 году он занял второе место (первое не присуждалось). В марте 2011 года в Национальном музыкально-драматическом театре Республики Коми поставлен спектакль по его пьесе «Сексот».
В 2016 году вышла книга "Непрерывное время: Избранное". В книгу избранных стихотворений вошли произведения, опубликованные в пяти его поэтических сборниках, увидевших свет с 1995 по 2011 годы, а также не издававшиеся стихи последних лет и подборка верлибров.

## Общественная позиция
В 2022 году подписал письмо в поддержку российского военного вторжения на Украину.

## Публикации
- Чёрный ящик: Стихи. — Сыктывкар: Коми книжное издательство, 1995. — 144 с. ISBN 5-7555-0526-8.
- Память огня: Стихи. — Сыктывкар: Коми книжное издательство, 2002. — 152 с. ISBN 5-7555-0765-7.
- Вспышки: Парадоксы, афоризмы, параллели. — Сыктывкар: Полиграф-сервис, 2005. — 117 с.
- Вещий ветер: Стихи. — Сыктывкар: Седьмая печать, 2007. — 284 с. ISBN 978-5903815-01-2.[5]
- Из одного колодца: Стихи. — Сыктывкар: Издательство Союза писателей Республики Коми, 2010. — 32 с.
- Сокровенная душа: Духовные стихи. — Сыктывкар: ООО "Издательство «Кола», 2011. — 160 с. ISBN 978-5-7934-0416-7.
- Многочисленные публикации в коллективных сборниках и альманахах, в журналах: «Север», «Наш современник», «Дальний Восток», «Южная звезда», «Мир Севера», «Медный всадник», «Уральский следопыт», «Крещатик» (Германия), «Арт», «Войвыв кодзув» (в переводе на коми язык) и т. д.
- ГРТК «Коми гор» и КРТК — телевизионные и радиовыступления, интервью.
- Пьеса «Сексот» в переводе на коми язык поставлена в Национальном музыкально-драматическом театре Республики Коми.
- Непрерывное время: Избранное (серия «Звёзды Севера»). — Сыктывкар: ООО «Анбур», 2016. — 320 с. ISBN 978-5-91669-188-7.